# Suðuroys historie
Suðuroys historie begyndte for alvor omkring i år 700, hvor nordmændene bosatte sig mere eller mindre permanent på øen. Nogle forskere sætter spørgsmålstegn ved, om munkene har været på Suðuroy og det øvrige Færøerne. Agersporene kan muligvis også stamme fra nordboerne. 795 blev munkene fordrevet og flygtede. De første vikinger på Suðuroy kom formodentlig fra Shetlandsøerne, Orkneyøerne Hebriderne og Isle of Man. 800 Stednavne som Hørg i Sumba og Hov peger på, at de hører til den første Landnamstid. (dem der tog land) Bygdenavnene Hvalba, Sumba og Froðba tyder på, at de var blandt de første stormandsgårde og bebyggelser omkring år 800, selv om stederne ikke er nævnt i de færøske sagaer
- 625 mener man, at irske og skotske eneboermunke var de første, der bosatte sig fast på Suðuroy. Myterne fortæller, at de havde marker og husdyr og tilbad Gud i ensomhed. Der findes flere spor af de fromme munke på Suðuroy, der kom i skindbåde fra Skotland, Orkney og Shetlandsøerne. Der er fundet spor fra munkene ved Akraberg i form af højryggede agre. Der er også fundet spor i Sumba, Mýrubyrgi, Hov, Froðba og ved Hvalba.
- 650 Sagnet fortæller, at Froðba er den ældste bygd på Færøerne. Efter et togt til Irland kom kong Frode ud af kurs under hjemrejsen til Danmark. I tæt tåge fik de øje på Froðbiarnípa. Frode var den første, der gik i land på det ukendte sted. Han landsatte de medbragte husdyr og byggede en gård i Á Laði i Froðba, opkaldt efter kong Frode. Man mener at Færøerne af vikingerne blev brugt som mellemstation på rejserne til Island.
- 700 bosatte nordmændene sig mere eller mindre permanent på Suðuroy. Nogen forskere sætter spørgsmålstegn ved, om munkene har været på Suðuroy og det øvrige Færøerne. Agersporene kan muligvis også stamme fra nordboerne.
- 795 blev munkene fordrevet og flygtede. De første vikinger på Suðuroy kom formodentlig fra Shetlandsøerne, Orkneyøerne Hebriderne og Isle of Man.
- 800 Stednavne som Hørg i Sumba og Hov peger på, at de hører til den første Landnamstid. (dem der tog land) Bygdenavnene Hvalba, Sumba og Froðba tyder på, at de var blandt de første stormandsgårde og bebyggelser, selv om stederne ikke er nævnt i de færøske sagaer.
- 1005 overfaldt Tróndur í Gøtu Sigmundur Brestisson på Lítla Dímun, men Sigmundur undslap. Senere besejrede Sigmundur Tronður, men lod ham gå fri. Sidst på året overrumplede Tronður med 60 mand Sigmundur på dennes gård på Skúvoy. Sigmundur forsøgte sammen med to andre at svømme til Stóra Dímun. Strømmen førte dem forbi øen og mod Suðuroy. Kun Sigmundur kom stærkt udmattet i land på stranden i Sandvík og myrdedes af Sandvíkbonden Tórgrimmur Illi. (se mindestenen i Sandvík)
- 1006 For at skabe forlig lod Trónður i Gøta Tórgrimmur dømme ved Altinget til hængning. Efter henrettelsen af Tórgrimmur Illi fortæller sagnet, at Sandvík blev affolket og først bebygget igen 1816. Andre forskere mener, at bygden først uddøde under den sorte Død i 1349.
- 1300 I protest mod den katolske kirkes udbytning af de fattige ved bl.a. at fratage dem deres jord udbrød der oprør i landets sydligere dele.
- 1349 hærgede pesten (den sorte død) også Suðuroy. Sagnet fortæller, at de to bygder, Akraberg og Víkarbyrgi uddør og kun en fjerdedel af Suðuroys indbyggere overlevede.
- 1383 blev nordmanden Greip Ivarssøn sysselmand på Suðuroy.
- 1538 Broder Andrass blev Suðuroys første evangeliske præst. Prædikenen skulle foregå på fremmedsproget dansk
- 1400 Lagtingets dagbog, "Kongsbókin" skriver, at et medlem fra det sydlige Suðuroy skal have værdien af 20 alen vadmel, mens et medlem fra Streymoy må nøjes med 8 alen vadmel, da han har en kortere og mindre farefuld vej til Lagtinget.
- 1600 Suðuroy bliver udsat for gentagne sørøveroverfald, så der opstod hungersnød og mange af øens indbyggere døde af sult, deriblandt øens præst, Ismail Nielsen.
- 1615 blev det sørøverplagede Hvalba om foråret undsat af to danske orlogsfartøjer. Sørøverne, der brugte Hvalba som en slags basishavn, var desværre afsejlet 14 dage før den danske eskadres ankomst.
- 1626 Mulighederne for kommerciel udnyttelse af Suðuroys kul undersøges, men kulminedrift blev dog opgivet, da kullene var for vanskeligt tilgængelige.
- 1630 Suðuroys præst, Poul Rasmussen, fik sin afsked på grund af de sindsforstyrrelser efter den mishandling, han fik under sin flugt fra sørøverne året før, hvor sørøverne dræbte hans søn.
- 1636 Folk fra Hvalba og Vágur fik tiltalefrafald for at have handlet med et hollandsk skib, idet handelen skønnedes at være sket som en følge af hungersnøden på Suðuroy.
- 1721 er der igen hungersnød på Suðuroy og da beboerne ikke får tilsagn om fri handel, forlader 100 af beboerne øen for altid.
- 1733 Der gøres et enkelt forsøg af et engelsk selskab på at udvinde kul i Oyrnafjall ved Øravík, men opgives året efter.
- 1737 Der ansættes en vandrelærer på øen.
- 1742 Den hollandske ostindiefarer S/S Westerbeek bliver slået ud af kurs på vej til Holland og sejler den 2. september i hårdt vejr på land vest for Lopra. 10 mand omkommer mens de øvrige 81 redder sig i land.
- 1755 Øen fritages for fisketiende, da fiskene er fordærvet inden den når til Tórshavn. Det er forbudt at handle uden om monopolhandlen, så beboerne er nødt til at spise fisken selv.
- 1768 Et skibsvrag driver fra Hebriderne til Suðuroy fyldt med brune rotter, der gør stor skade på øens fuglebestand.
- 1780 Brydningen af kul ved Hvalba, fortsætter næsten uafbrudt til vore dage.
- 1826 Der skønnes at alle øens voksne, har været involveret i smugleri på grund af den lange farlige rejse til monopolhandelen i Tórshavn.
- 1836 Suðuroy får en længe tiltrængt monopolhandelfilial i Tvøroyri, så de lange farlige roture til Tórshavn undgås.
- 1839 Mallemukken, náti eller havhestur yngler for første gang på Suðuroy og breder sig til hele Færøerne.
- 1845 Øen får et offentligt skolevæsen
- 1852 Suðuroy får sin første læge, der bosætter sig i Tvøroyri
- 1856 Den kongelige danske monopol handel på Færøerne ophæves ved lov. En dansk købmand købte monopolhandelen og de tilhørende ejendomme i Tvøroyri. Bygningerne er restaureret. Sejlloftet er nu et kulturhus, Kramboden er pub og museumscafé.
- 1878 En robåd med 11 mænd om bord forulykker ud for Stóra Dímun og kravet om en fast færgeforbindelse fra Suðuroy til Tórshavn gentages
- 1895 Johan Mortensens handel indsætter i december “Smiril”, (163 brt.) der for handelen skal sejle i fast rutefart mellem Suðuroy, Sandoy, Vágar og Tórshavn. Den medtager passagerer og Suðuroys forbindelse med omverdenen forbedres
- 1907 fik Suðuroy telefonforbindelse fra Tórshavn. Fra Skarvanes på Sandoy, blev søkablet ført over til Sandvík og videre mod syd til Hvalba, Tvøroyri, Vágur og Sumba. Dermed kunne telefonforbindelsen indvies den 5, september.
- 1911 De første forsøg med kunstig tørring af klipfisk gøres på Suðuroy.
- 1918 forliste den danske skonnert “Casper forulykker ved Lítla Dímun. Først efter 17 dage på øen, bliver det udhungrede mandskab bjerget
- 1919 J. Mortensen sælger “Smiril” til Lagtinget. Færgen sejler indtil 1931 i fast rutefart mellem de sydlige færøske øer.
- 1921 Kommunen i Vágur bygger Færøernes første elektricitetsværk, det blev bygget i Botni, som er nord-vest for bygden. Der anvendtes vandkraft fra to højtliggende indsøer: Ryskivatn og Miðvatn.
- 1924 Der afholdes for første gang Jóansøka, en folkefest der afholdes på lige årstal i Vágur og på ulige årstal i Tvøroyri den sidste uge i juni måned.
- 1926 Christian 10. afslører 6 juni et mindesmærke over omkomne søfolk
- 1930 Hvert år i september indtil 1938 mange (mest på Suðuroy) af sygdommen Psittacosis. 1938 opdager man at årsagen til sygdommen skyldes plukning af mallemukkens unger.
- 1932 Et nyt ruteskib "Smiril" 300 brt. indsættes mellem Tórshavn og Suðuroy og sejler indtil 1970. Den gamle "Smiril" sælges til Island. Se Smyril M/F
- 1935 Fiskernes fagforening, Fiskimannafelag Føroya sprænges, da Suðuroys fiskere danner deres egen fagforening
- 1936 Thorvald Stauning og Christian 10. besøger Suðuroy
- 1940 Sluppen "Aldan" 881 brt. af Vágur bliver det første færøske skib som som rammes af krigshandlingerne under 2. verdenskrig på Færøerne. Skibet afgår 25 juli fra Suðuroy mod Skotland og forsvinder sporløst med en 6 mands besætning
- 1945 Suðuroy skibet Yvonne af Vágur (179 brt) slipper 7 maj heldig fra det sidste tyske angreb på Færøerne I alt 202 mennesker på Færøerne mister livet under krigen, deraf mange søfolk fra Suðuroy
- 1954 Kulproduktionen på Suðuroy når op på 13000 tons og dækker 75 % af kul til de færøske husholdninger
- 1959 Frederik 9. besøger i juni Suðuroy
- 1963 Færøernes første tunnel bygges mellem Trongisvágur og Hvalba og den lokale rutesejlads på Suðuroy nedlægges.
- 1968 fik øen en ny færge Smyril III. Med dette hurtiggående motorskib med plads til 300 passagerer, mindskedes sejltiden fra Tórshavn til Suðuroy til tre timer fra før fire timer.
- 1975 indsattes Smyril IV en seks år gammel dansk bilfærge. Færgetiden varede nu kun to timer. Nu kunne folk fra Suðuroy komme til Tórshavn og hjem igen samme dag.
- 2005 indsattes den nybyggede Smyril IV med en kapacitet på 200 biler (eller 60 store lastvogne, ca. 1000 passagerer og en sejlhastighed på 21 knob

## Ekstern henvisning og kilde
- Heini Madsen: Færøernes hvornår skete det, 347 sider, Illustreret, ISBN 978-87-983134-5-8, forlaget Skúvanes